# 南廻公路

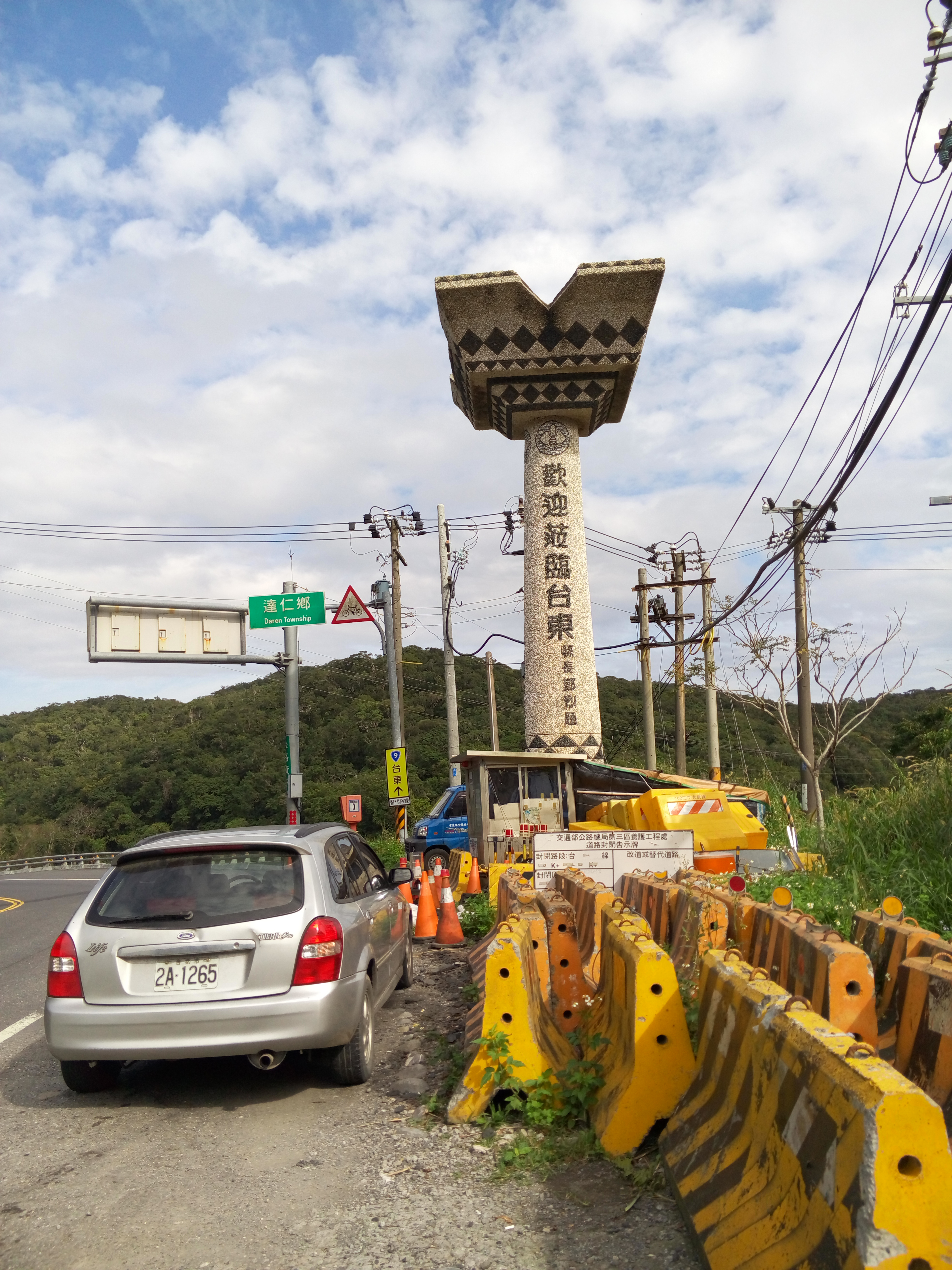
屏東県と台東県の県境

南廻公路（なんかいこうろ）は、台湾南部の屏東県と台東県の間を東西に走る省道の愛称で、台9線の一部である。
日本統治時代の1939年に「楓港台東道」と命名された。戦後、道路名も「省道台9線」に改称し現在に至っている。地元での呼称は「南廻公路」である。
南廻公路には、広義と狭義、二つの意味がある。広義の南廻公路は、屏東楓港から台東馬蘭までの区間を指す。 狭義の南廻公路は、屏東楓港から台東達仁までの区間を指す。
1934年に建設が始まり、1939年に完成した。屏東楓港の省道台1線及び省道台26線との交差点を起点とし、新路・丹路・双流・草埔・寿峠（最高点は標高約500m）・森永・安朔などを経て台東達仁の省道台26線との交差点に至る、全長約90kmの自動車道である。
南迴公路改善計画により、2車線しかなく慢性的な渋滞が続いていた太麻里郷金崙村近辺は海岸線沿いに4車線化された全長3.5kmの高架橋（金崙大橋）が2017年10月に開通し、寿峠を含む県境区間のバイパスも2019年12月23日に開通した。これにより距離にして約20km、時間にして約30分短縮が図られた。